# Dangerous and Moving
Dangerous and Moving ist das zweite englischsprachige Studioalbum des russischen Gesang-Duos t.A.T.u. aus dem Jahre 2005. Das russischsprachige Gegenstück erschien im selben Jahr und heißt Люди Инвалиды (Ljudi Inwalidy).

## Vorgeschichte und Veröffentlichung
2001 hatten t.A.T.u. mit ihrem Debütalbum 200 Po Wstretschnoi in Russland und Osteuropa große Bekanntheit erlangt, 2002 und 2003 weitete sich ihr Erfolg mit dem ersten englischsprachigen Album 200 km/h in the Wrong Lane und der dazugehörigen Single All the Things She Said auf Westeuropa, Japan und Nordamerika aus. Im Juni 2003 kündigten t.A.T.u. in einem Fernsehinterview auf VIVA an, mit den Aufnahmen für ein neues Album beginnen zu wollen. Im Januar 2004 begannen in Moskau die Arbeiten an einem zweiten russischsprachigen Album unter dem Arbeitstitel Podnebesnaya. Im März 2004 trennten sich t.A.T.u. jedoch von ihrem Manager und Produzenten Iwan Nikolajewitsch Schapowalow, indem sie den Künstler-Vertrag mit ihm nicht verlängerten. Gründe hierfür waren persönliche Differenzen und der Vorwurf, Schapowalow würde zu wenig auf den Erfolg des Duos bedacht sein, und wolle hauptsächlich sich und seine anderen Projekte vermarkten. So hatte Schapowalow in der TV-Reality-Serie „t.A.T.u. в Поднебесной“ (t.A.T.u. w Podnebesnoi – „t.A.T.u. unter dem Himmel“), die t.A.T.u. und das Team bei den Arbeiten am Album begleitete, in großem Ausmaß für andere Projekte geworben, und sich außerdem wiederholt selbst gezielt in Szene gesetzt. Darüber hinaus gefielen die von Schapowalow ausgewählten Lieder beiden Sängerinnen nicht, weshalb die Songauswahl in wesentlichen Bestandteilen verändert wurde.
Die übrig gebliebenen Lieder wurden ausnahmslos erheblich in ihrem Sound oder ihrer Melodie bearbeitet.
Als Produzenten fungierten unter anderem erneut Trevor Horn und Sergio Galoyan, die beide bereits an den Vorgängeralben mitgearbeitet hatten. Es dauerte jedoch ein halbes Jahr lang, bis die Albumaufnahmen im August 2004 wieder beginnen konnten. Nicht nur das Produktionsteam musste neu aufgestellt werden, auch die Schwangerschaft Julija Wolkowas verzögerte die Wiederaufnahme der Arbeiten. Die Aufnahmen zogen sich bis zum Mai 2005 hin und fanden in acht verschiedenen Studios in Moskau, London und Los Angeles statt.
Durch die Trennung von Manager Schapowalow und die zeitweise Aussetzung der Arbeiten am Album verschob sich die Veröffentlichung des Albums um etwa ein Jahr, was dazu führte, dass t.A.T.u. bereits in vielen Ländern wieder in Vergessenheit gerieten, und als One-Hit-Wonder bezeichnet wurden.

## Titelliste
| Nr. | Titel                                          | Songschreiber                                                             | Länge |
| --- | ---------------------------------------------- | ------------------------------------------------------------------------- | ----- |
| 1   | Dangerous and Moving (Intro)                   | L. Alexandrovski, I. Shapovalov, V. Polienko, M. Kierszenbaum, T.A. Music | 0:49  |
| 2   | All About Us                                   | J. Alexander, B. Steinberg, J. Origliasso, L. Origliasso                  | 3:01  |
| 3   | Cosmos (Outer Space)                           | L. Alexandrovski, S. Galoyan, M. Kierszenbaum, V. Polienko                | 4:12  |
| 4   | Loves Me Not                                   | E. Buller, A. Kubiszewski                                                 | 2:55  |
| 5   | Friend or Foe                                  | M. Kierszenbaum, D. Stewart                                               | 3:08  |
| 6   | Gomenasai                                      | M. Kierszenbaum                                                           | 3:42  |
| 7   | Craving (I Only Want What I Can’t Have)        | Lisa Lindley Jones                                                        | 3:48  |
| 8   | Sacrifice                                      | S. Galoyan, M. Kierszenbaum                                               | 3:10  |
| 9   | We Shout                                       | L. Alexandrovski, M. Kierszenbaum, Nekkermann, V. Polienko                | 3:02  |
| 10  | Perfect Enemy                                  | T.A. Music, S. Galoyan, M. Kierszenbaum, V. Polienko                      | 4:12  |
| 11  | Обезьянка Ноль (Obesjanka Nol)                 | A. Pokutni, V. Adarchiev, V. Polienko                                     | 4:25  |
| 12  | Dangerous and Moving                           | L. Alexandrovski, I. Shapovalov, V. Polienko, M. Kierszenbaum, T.A. Music | 4:35  |
| 13  | Вся Моя Любовь (Wsja Moja Ljubow) (Bonustrack) | S. Galoyan                                                                | 5:50  |

## Veröffentlichung und Erfolg
Zuerst wurde das Album am 5. Oktober 2005 in Japan veröffentlicht, wo es auf Platz zehn der Albumcharts einstieg. Das Album vermarktete sich dort deutlich schlechter als der Vorgänger 200 km/h in the Wrong Lane, das 2003 direkt auf Platz eins der Album-Charts eingestiegen war. Auch die Absatzzahlen blieben weit hinter denen des Vorgängeralbums zurück: 200 km/h in the Wrong Lane hatte sich in der Veröffentlichungswoche über 500.000 Mal in Japan verkauft, Dangerous and Moving lediglich 23.000 Mal. Insgesamt wurden in Japan 100.000 Dangerous and Moving-Alben verkauft, was für eine Goldene Schallplatte ausreichte.
In Taiwan zeigte sich ein ähnliches Bild. Dangerous and Moving erreichte dort zwar Platz vier der Albumcharts, fiel jedoch nach nur drei Wochen bereits aus den Top-20 heraus. Obwohl auch hier die Absatzzahlen hinter denen des Vorgängeralbums zurückblieben, wurde Dangerous and Moving in Taiwan über 15.000 mal verkauft, wofür t.A.T.u. im Dezember 2005 mit einer Goldenen Schallplatte ausgezeichnet wurden. Am 2. Dezember gab das Duo vor 20.000 Besuchern ein Konzert im Chung-Sheng-Stadion in Kaohsiung, wobei es sich um eines der größten Konzerte in der Geschichte von t.A.T.u. handelte.
Am 10. Oktober wurde das Album in Großbritannien, am 11. Oktober in Nordamerika, und am 14. Oktober in Europa und Lateinamerika veröffentlicht. Auch dort konnten, mit Ausnahme von Lateinamerika, die Erfolge von 2003 nicht wiederholt werden.
In Lateinamerika war das Album erfolgreicher. In Mexiko erreichte es Platz fünf der Album-Charts, hielt sich in diesen bis ins Jahr 2006 hinein und wurde für einen Absatz von über 50.000 Exemplaren mit einer Goldenen-Schallplatte ausgezeichnet. Insgesamt wurde über eine Million Dangerous and Moving-Alben in Lateinamerika verkauft, was auch auf die groß angelegte Promotion-Tour von 2005 bis 2006 zurückzuführen ist.

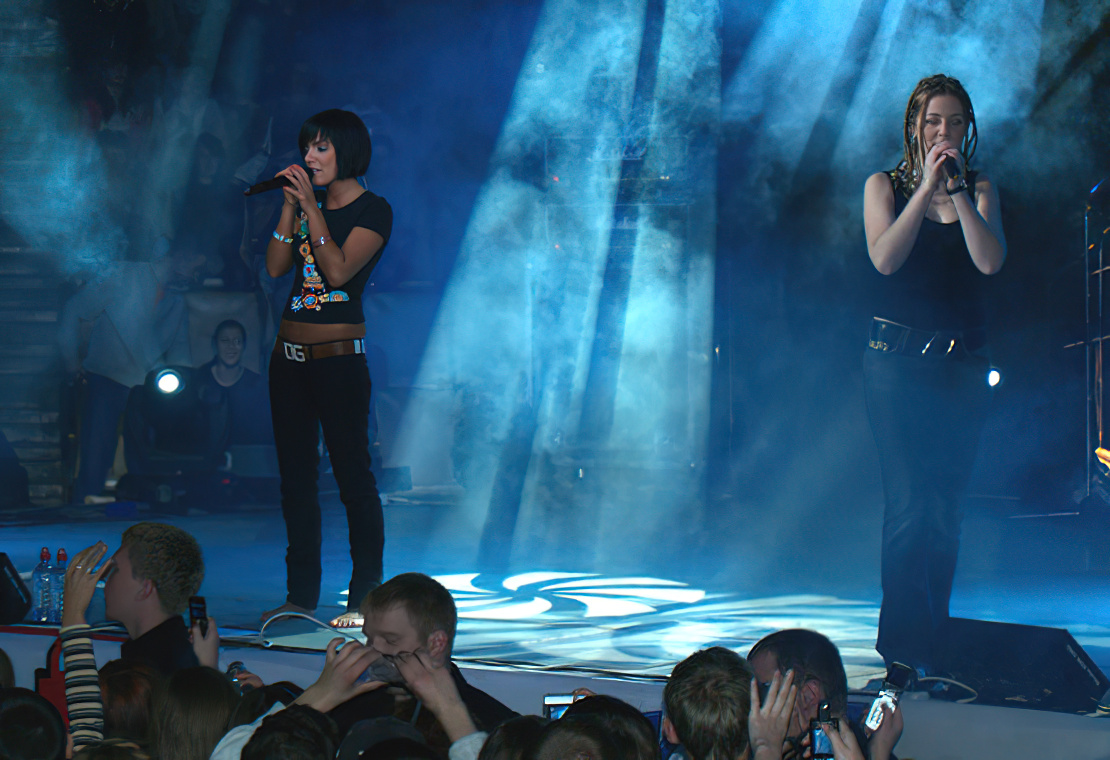
t.A.T.u. bei einem Konzert in der Kirow-Arena am 31. Oktober 2006

## Kritik
Roger Holland von PopMatters.com favorisiert Dangerous and Moving in seiner Kritik gegenüber dem Vorgängeralbum 200 km/h in the Wrong Lane und bezeichnet All About Us als bestes Lied des Albums. Holland sieht t.A.T.u. zwar als „perfektes Pop-Packet“, kritisiert aber die geringe Anzahl russischer Lieder auf dem Album, die laut seiner Kritik die herausstechendsten Lieder von t.A.T.u. seien, sodass dem Album seiner Meinung nach „russische Schönheit und Seele“ fehle. In seiner Abschlusswertung erhält das Album auf PopMatters.com acht von zehn Punkten.
Benjamin Fuchs von laut.de hingegen bezeichnet das Album als „kaum verändert“ im Vergleich zum Vorgängeralbum und sieht Gomenasai als „einzig hörbare Ballade“ an – der Rest sei „eine Reihe der fröhlichen Belanglosigkeiten“. Fuchs vergibt auf laut.de bei seiner Schlussbewertung einen von fünf möglichen Punkten, in der Leserwertung hingegen erhält das Album fünf von fünf Punkten.
James Blake schreibt in seiner Albumkritik für die BBC, t.A.T.u. scheine doch mehr Tiefe zu besitzen als vielleicht zu Beginn angenommen, und bezeichnet Dangerous and Moving als deutlich abgerundeter als 200 km/h in the Wrong Lane. Lasse man das als „Tiefpunkt des Albums“ bezeichnete Gomenasai außen vor, so sei das Album ein interessanter Wegweiser für zukünftige Musik, was der Titel Craving (I Only Want What I Can’t Have) am besten verkörpere. Darüber hinaus schreibt Blake, Dangerous and Moving sei der Beweis dafür, dass t.A.T.u. mehr musikalisch als nur schlaue Selbstinszenierer in den Medien seien.
Die tschechische Musikkritikerin Jana Henychová von musicserver.cz nennt das Album „einen schönen Kompromiss zwischen Qualitäts-Pop und Dance-Musik.“ Auch Henychová verweist auf eine „besondere sprachliche Originalität“ von t.A.T.u.s russischen Liedern und würde mehr russischsprachige Lieder auf dem Album begrüßen. Insgesamt bezeichnet sie das Album dennoch als „mehr als gelungen“ und „voll von starken Songs und Hits.“ Lediglich das Titellied Dangerous and Moving, das später in seiner russischsprachigen Version in Russland als Single veröffentlicht werden sollte, sieht Henychová in ihrer Kritik als eine leicht schwächelnde Ausnahme an.
Der Rolling Stone bezeichnet Dangerous and Moving in seiner Novemberausgabe von 2005 als „aggressiver als das erste Album“, und befand: „Vor allem die russischsprachigen Tracks erzeugen eine solide Spannung“. Außerdem schrieb der Rolling Stone damals, es bestehe kein Zweifel daran, dass das Album genügend Qualitäten besäße die Charts zu stürmen.

## Singles
Als Singles aus dem Album ausgekoppelt wurden:
- All About Us (30. September 2005)
- Friend or Foe (10. März 2006)
- Gomenasai (12. Mai 2006)

Erstgenannte, All About Us, entwickelte sich zu einem gelungenen Comeback für die Gruppe, und erreichte in fast allen europäischen Hitparaden die Top-10. Die zweite Single, Friend or Foe, feierte einige Erfolge in Russland, Polen und Ungarn, blieb darüber hinaus aber weitgehend unbeachtet. Gomenasai, die zuletzt veröffentlichte Single, platzierte sich auch in den deutschen und österreichischen Charts, hier auf den hinteren Platzierungsrängen.

## Dangerous and Moving Tour
In den Jahren 2005 und 2006 fand die Dangerous and Moving Tour zur Bewerbung des Albums statt. Bei dieser wurden neben den Songs des neuen Albums auch die älteren Hits vorgetragen. Die Dangerous and Moving Tour unterschied sich von vorherigen Auftritten der Band durch den seltenen Einsatz von Playback – fast immer war Livegesang zu hören. Zum ersten Mal in der Bandgeschichte wurde außerdem besonderes Augenmerk auf Lateinamerika gelegt, wo sechs Konzerte stattfanden, davon vier in Mexiko und jeweils eines in Argentinien und in Brasilien. Insgesamt besuchte das Duo vier Kontinente und gab 38 Konzerte.

## Kommerzieller Erfolg

### Chartplatzierungen
In Deutschland erreichte das Album Platz zwölf der Album-Charts und hielt sich in diesen immerhin sechs Wochen. In den Vereinigten Staaten hatte das Album ein kurzes Zwischenspiel auf Platz 131 der Billboard-Charts, aus denen es aber nach nur einer Woche wieder herausfiel. Insgesamt wurden in den Vereinigten Staaten 93.000 Dangerous and Moving-Alben verkauft. In den meisten europäischen Ländern erreichte das Album zumindest die Top-20 oder Top-30 der Album-Hitparaden, was für osteuropäischen Künstler zwar immer noch eine Besonderheit, in Gegenüberstellung mit dem vorangegangenen Album aber nur mäßig war.
| ChartsChartplatzierungen       | Höchstplatzierung | Wochen |
| ------------------------------ | ----------------- | ------ |
| Deutschland (GfK)              | 12 (6 Wo.)        | 6      |
| Österreich (Ö3)                | 13 (5 Wo.)        | 5      |
| Schweiz (IFPI)                 | 26 (13 Wo.)       | 13     |
| Vereinigte Staaten (Billboard) | 131 (1 Wo.)       | 1      |
| Vereinigtes Königreich (OCC)   | 78 (1 Wo.)        | 1      |

### Auszeichnungen für Musikverkäufe
| Land/Region       | Auszeichnungen für Musikverkäufe (Land/Region, Auszeichnung, Verkäufe) | Verkäufe |
| ----------------- | ---------------------------------------------------------------------- | -------- |
| Mexiko (AMPROFON) | Gold                                                                   | 50.000   |
| Russland (NFPF)   | Gold                                                                   | 100.000  |
| Insgesamt         | 2× Gold ·                                                              | 150.000  |